# 哈尔古楚克·都古楞特穆尔·鸿台吉
哈尔古楚克·都古楞特穆尔·鸿台吉（羅馬化：Qarγučuγ dügürengtemür qongtayiǰi，又译“都令帖木儿”太子，14世纪？—1399年），蒙古浑台吉，父亲是蒙古大汗额勒伯克，妻子是豁阿哈屯。《黄史》、《蒙古源流》说豁阿哈屯是额勒伯克的弟媳，而罗卜藏丹津《蒙古黄金史》和佚名《诸汗源流黄金史纲》说豁阿哈屯是额勒伯克的儿媳。
1399年，额勒伯克在瓦剌首领浩海达裕的建议下，霸占了美貌的豁阿哈屯，杀死了归猎途中的哈尔古楚克。豁阿哈屯为夫报仇，将浩海达裕骗入内室，制造逼奸不从的假象，于是额勒伯克处死浩海达裕。这个举动引起了瓦剌人的报复，额勒伯克安抚了浩海达裕的儿子巴图拉，但是土尔扈特部首长乌格齐哈什哈攻杀了额勒伯克，霸占了豁阿哈屯。豁阿哈屯生下了哈尔古楚克的遗腹子阿寨台吉，阿寨台吉的儿子脱脱不花、阿噶巴尔济、满都鲁，成为后来蒙古汗国的各部诸汗先祖。